# Viktor Nikolaïevitch Sokolov
Pour les articles homonymes, voir Viktor Sokolov et Sokolov.
Viktor Nikolaïevitch Sokolov (en russe : Виктор Николаевич Соколов), né le 4 avril 1962, est un officier russe, ancien commandant de la flotte de la mer Noire, vice-amiral (depuis le 13 décembre 2014).
Le 22 septembre 2023, les services secrets ukrainiens annoncent sa mort à la suite du bombardement du quartier général de la flotte de la mer Noire à Sébastopol. L'information est infirmée par Moscou avec la diffusion d'images fixes de Viktor Sokolov apparaissant brièvement en bas d'écran lors d'une visioconférence datée du 25 septembre. Le 15 février 2024, des bloggeurs militaires russes et une source anonyme du ministère de la Défense annoncent que l'amiral, qui n'a pas été revu depuis septembre 2023, a été démis de ses fonctions.

## Biographie
Viktor Sokolov est diplômé de l'École navale supérieure Frounzé (1980-1985), des classes supérieures d'officiers spéciaux de la marine (1991-1992), de l'Académie navale de Saint-Pétersbourg (1995-1998) et de l'Académie militaire de l'état-major général des forces armées de la fédération de Russie (2004-2006).
Il sert d'abord sur le navire de patrouille SKR-61 (1985-1987), puis commande la section de torpilleurs du dragueur de mines Iakor (1987-1989) et celle du dragueur de mines BT-51 (1989-1990). Il devient ensuite commandant adjoint du dragueur de mines Iakor (1990-1991) et commandant du dragueur de mines Zariad (1992-1993), ensuite chef d'état-major de la 187e division de dragueurs de mines (1993-1994) et commandant de la 81e division de dragueurs de mines (1994-1995) de la flotte du Pacifique.
Il devient alors chef de la direction opérationnelle du quartier général de la flotte du Pacifique (1998-2000), chef d'état-major (2000-2002) et commandant (2002-2004) de la 165e brigade de navires de surface de la flotte du Pacifique.
Il est promu commandant adjoint (2006-2010) puis commandant (2010-2012) de la flottille combinée de Primorié de la flotte du Pacifique.
Il devient commandant de la flottille combinée de Kola de la flotte du Nord (2012-2013),.
D'août 2013 à décembre 2019, il est commandant adjoint de la flotte du Nord.
Par décret du président de la fédération de Russie no 602 du 13 décembre 2020, il est nommé chef du Centre scientifique militaire de la marine de l'académie navale de Saint-Pétersbourg.
Il mène la campagne militaire en mer Méditerranée d'un détachement de navires de la flotte du Nord, dirigé par le croiseur lourd porte-avions Amiral Kouznetsov et le croiseur lourd de missiles nucléaires Pierre le Grand.
Le 17 août 2022, durant l'invasion de l'Ukraine par la Russie, il est nommé commandant de la flotte de la mer Noire, en remplacement de l'amiral Igor Ossipov, par Vladimir Poutine. Dans le cadre de ses fonctions, il aurait ordonné des frappes militaires sur des sites civils en Ukraine. Si ces allégations sont exactes, il pourrait être poursuivi pour crimes de guerre,.
Le 22 septembre 2023, le bâtiment abritant le quartier général de la flotte de la mer Noire, à Sébastopol, est endommagé lors d'une attaque de missiles ukrainiens avec des SCALP-EG et/ou Storm Shadow. Selon les services spéciaux de l’armée ukrainienne, Viktor Sokolov et 33 autres officiers russes sont tués dans ce bombardement,. Pour Dmitri Peskov, secrétaire de presse du président Vladimir Poutine : « Il n’y aucune information à ce sujet provenant du ministère de la Défense ». Par ailleurs, le ministère de la Défense russe, diffuse des images d'une visioconférence présidée par Sergueï Choïgou, ministre de la Défense, datée du 25 septembre, montrant des images fixes de Viktor Sokolov en partage d'écran avec d’autres hauts responsables militaires. Les forces d’opérations spéciales ukrainiennes indiquent qu'elles doivent « clarifier » leurs informations car les corps sont très abimés,. Le 27 septembre 2023, le Pentagone ne peut pas encore confirmer la mort du commandant de la flotte de la mer noire de la Fédération de Russie .
L'agence Tass signale sur son site encyclopédique consacré à Sokolov que ce dernier a participé à la réunion du collège du ministère russe de la Défense du 22 septembre 2023 en mode visioconférence.
Selon Sergueï Buntman, vice-rédacteur en chef d'Écho de Moscou, il n'est pas possible de savoir à partir des images présentées à Moscou sur Sokolov si ce dernier est en vie ou non.
Le 5 mars 2024, la Cour pénale internationale (CPI) émet des mandats d'arrêt contre le lieutenant général des forces armées russes Sergueï Kobylach et l'amiral de la marine russe Viktor Sokolov pour des crimes de guerre présumés commis en Ukraine « entre le 10 octobre 2022 au moins et le 9 mars 2023 au moins »,,.
Le 2 avril 2024, il est remplacé comme commandant de la flotte de la mer Noire par le vice-amiral Sergueï Pintchouk.